# Veliko Ubeljsko
Veliko Ubeljsko este o localitate din comuna Postojna, Slovenia, cu o populație de 90 de locuitori.